# 8-羟基喹啉
8-羟基喹啉，（作为模板在衍生物中）简称喔星（英文：oxine，意为“（氢）氧基因”或“（氢）氧基碱”），是一种有机物，化学式为C9H7NO。

## 合成
8-羟基喹啉通常利用2-氨基苯酚通过斯克劳普合成反应得到。

## 用途
金属离子的测定与分离。